# Carlos Cardoso Lage
Carlos Lage (Valpaços, Rio Torto, 19 de novembro de 1943) é um político português.

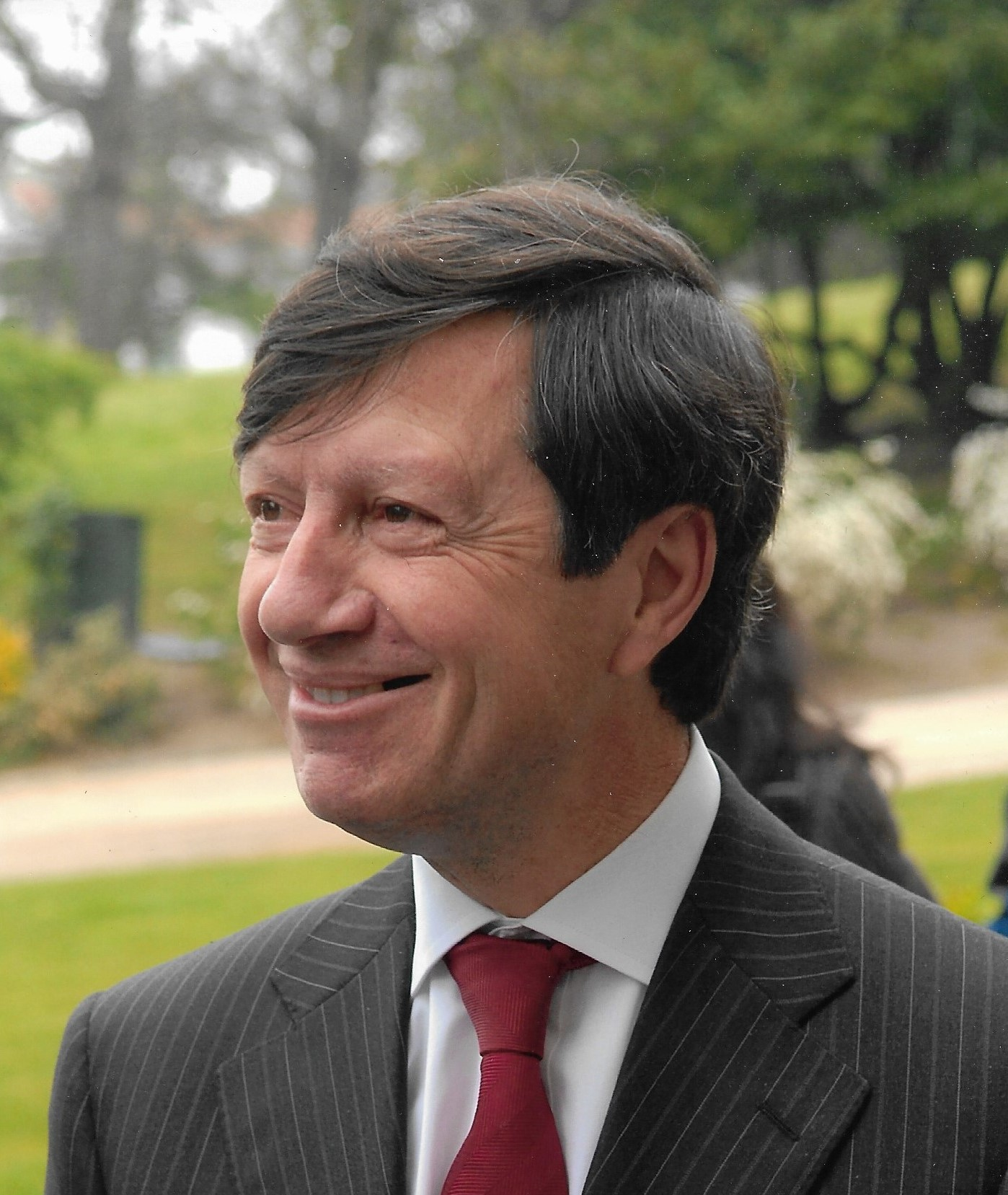

## Biografia
Carlos Cardoso Lage nasceu a 19 de Novembro de 1943 na aldeia transmontana de Rio Torto (concelho de Valpaços). Sua mãe era professora primária e seu pai um agricultor e proprietário rural de Rio Torto. Segundo o próprio, "...por volta dos 15 anos, andava no 7.° ano do liceu [de Chaves], quando vivi uma profunda crise religiosa... Crise religiosa, crise de adolescência, crise de identidade. A partir daí entrei numa fase de rebeldia individualista...". A miséria e a opressão dos camponeses, que presenciou na sua terra natal, despertaram nele sentimentos de revolta contra um mundo injusto e, pouco a pouco, uma tomada de consciência social que adiante viria a ter tradução política.  
Incorporado no serviço militar em 1966, efetuou o curso de oficiais milicianos em Mafra, não ocultando, no decurso dessa formação, a sua discordância face à ditadura salazarista e à política colonial. Já como oficial miliciano, intensificou essa contestação, suscitando o debate entre os seus camaradas militares. Sem configurar uma rutura aberta com as forças armadas, tal postura gerou perturbação e resultou nalguns conflitos que levaram as chefias a moverem-lhe processos de natureza disciplinar, com a consequente peregrinação por quatro quartéis num curto período de tempo. Pelo Outono de 1967, foi enviado para Moçambique a bordo do paquete Vera Cruz e colocado em Nampula, numa primeira fase, e, mais tarde, em Vila Cabral, na província do Niassa, centros militares onde desempenhou várias missões, sem deixar de prosseguir o questionamento do Estado Novo e da guerra colonial.
No ano de 1968 foi detido em Vila Cabral por decisão do comando das Forças Armadas, sendo-lhe levantado um processo de averiguações em que era acusado de “ser inimigo da política ultramarina do Governo português e de, através da discussão política, pretender corroer a coesão moral no seio das Forças Armadas”, tendo assumido sem ambiguidades a primeira acusação e recusado a segunda. Dois meses depois seria enviado para a Casa de Reclusão Militar de Lourenço Marques, onde permaneceu cerca de meio ano até ser entregue à PIDE/DGS, em Julho de 1969, e logo levado para os cárceres da polícia política na cadeia da Machava. Aqui ficou preso preventivamente até Janeiro de 1972, data da sua iníqua condenação, em Tribunal Militar Especial (instância onde eram julgados os casos políticos das colónias), a três anos e meio de prisão por crimes contra a segurança do Estado e à perda de direitos políticos por quinze anos, uma pena de prisão inferior àquela que já havia cumprido preventivamente e que, em vez de resultar na sua imediata libertação, fez com que continuasse detido por mais um longo período, até finais de 1973.

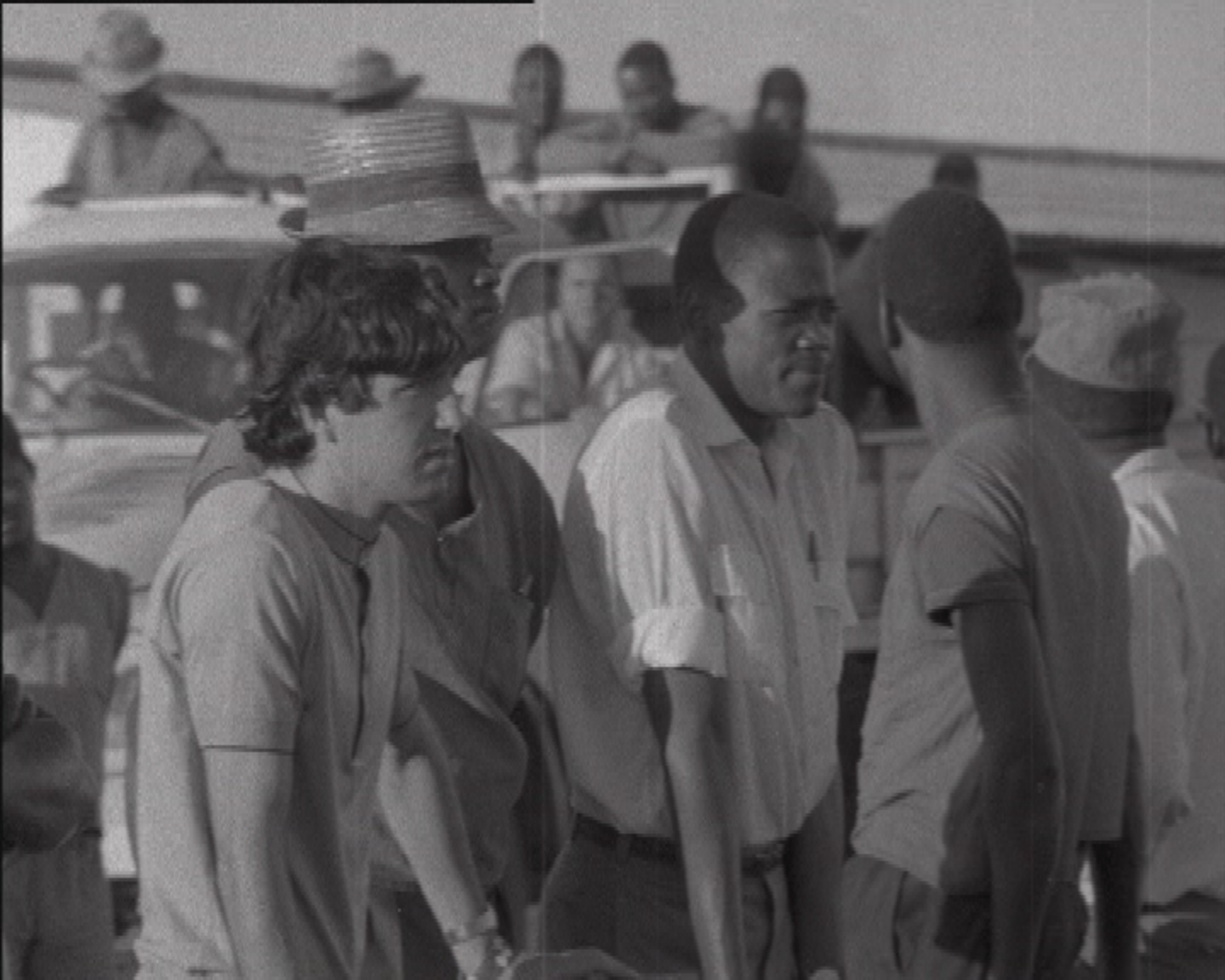
Carlos Lage na cadeia da Machava (circa 1972) - fotograma da série documental "A Guerra", de Joaquim Furtado (série 4, episódio 27)

Dos vários anos de prisão preventiva na Machava, dois foram passados em cela solitária. Findo esse período de isolamento, passou a contactar com os milhares de detidos políticos moçambicanos e pôde conhecer melhor a opressão e as torturas a que eram sujeitos na Machava, considerada a pior das prisões portuguesas de África durante a guerra colonial. No cativeiro estabeleceu diversas relações de amizade, designadamente com os padres que denunciaram o massacre de Mukumbura e recolheram e difundiram informação sobre o massacre de Wiriyamu, os espanhóis Alfonso Valverde Léon e Martín Hernandez Robles, da Congregação de Burgos, e os portugueses Fernando Marques Mendes e Joaquim Teles Sampaio, padres na Igreja do Macúti (tendo este último celebrado o seu casamento logo após o 25 de Abril). A estes, Carlos Lage conseguiu passar alguns nomes de presos políticos moçambicanos que a PIDE planeava eliminar por inanição, a fim de que essa informação fosse divulgada para o exterior através dos canais de comunicação de que os padres ainda dispunham. Misteriosamente, a dez meses da conclusão da pena, foi novamente colocado em cela solitária e submetido a novo processo baseado em denúncias internas, o que o fez temer pela vida, dados os disfarces usados pela PIDE para agir arbitrariamente sobre os detidos.
Ao fim de mais de cinco anos de cativeiro, foi restituído à liberdade em Novembro de 1973, regressando a Portugal a tempo de assistir à Revolução de Abril de 1974. No Porto, filia-se no Partido Socialista, em Maio de 1974, contribuindo para a sua expansão e implantação no Norte. Em Agosto do mesmo ano é cooptado para a Comissão Diretiva do PS (órgão diretivo provisório até à celebração do primeiro congresso do partido em liberdade) e é escolhido para integrar a lista do PS à Assembleia Constituinte, em 5º lugar pelo círculo do Porto.
Na Assembleia Constituinte, Carlos Lage ficou responsável pela redação do capítulo dos direitos económicos e sociais do projeto de Constituição do PS e foi indicado por este partido para a Comissão de Sistematização dos vários Projetos de Constituição (juntamente com Mário Sottomayor Cardia, José Medeiros Ferreira e João Vieira Lima). Carlos Lage ficou responsável por apreciar todos os projetos, tendo contraposto os projetos socialistas aos não-socialistas (Diário da Assembleia Constituinte, n.º 20, 19 de Julho, págs. 490 e segs.) . A 5 de Fevereiro, é nomeado (em substituição de António Reis) um dos três relatores da Comissão de Redação final da Constituição, juntamente com Vital Moreira e Jorge Miranda, sendo presidente António Macedo. O Relatório da Comissão de Redação, assinado pelos três deputados – Vital Moreira, Jorge Miranda e Carlos Lage – é apresentado e votado a 1 de Abril de 1976 (Diário da Assembleia Constituinte, n.º 131, 2 de Abril, págs. 1072 e segs.) .

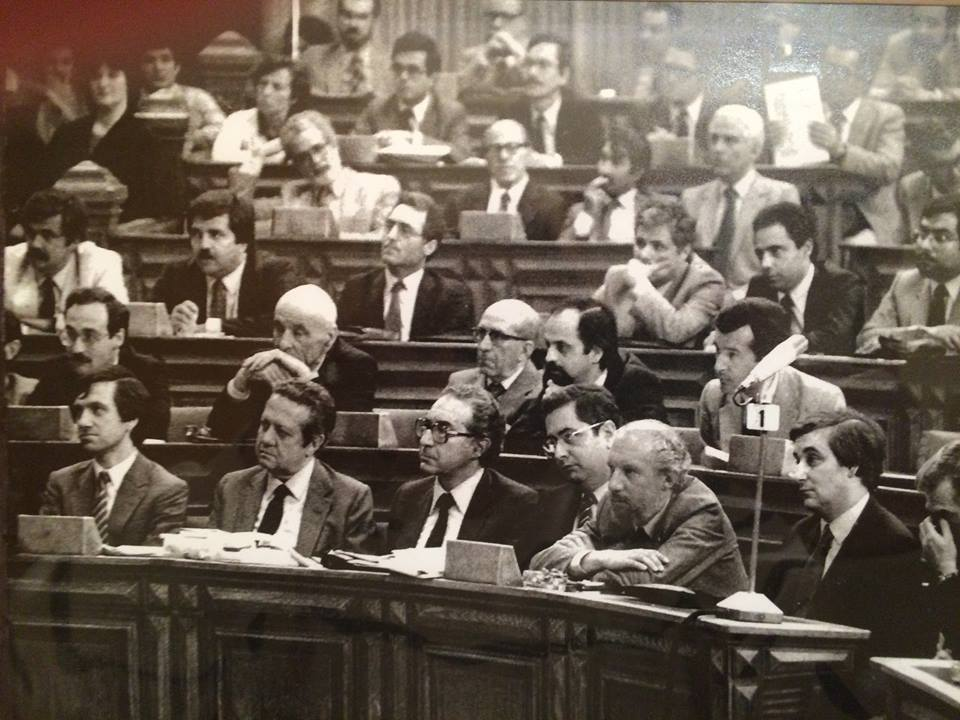
Bancada do Partido Socialista na A.R., III Legislatura (na primeira fila, da esquerda para a direita: Carlos Lage - Mário Soares - Almeida Santos – Jaime Gama – José Nisa - José Luís Nunes).

Deputado à Assembleia da República na I Legislatura pelo círculo do Porto, é eleito vice-presidente do Grupo Parlamentar do Partido Socialista, em 1977, juntamente com Manuel Alegre e José Luís Nunes, sendo presidente Francisco Salgado Zenha. Sempre pelo PS, cujo Secretariado Nacional integrou entre 1995-2001 e 2005-2011, continuaria a ser deputado à Assembleia da República nas II, III, IV, VI e X Legislaturas, pelo círculo do Porto, e, na V Legislatura, pelo círculo de Vila Real, cuja lista encabeçou . Foi vice-presidente da Assembleia da República e presidente da Comissão de Administração do Território, Poder Local e Ambiente, áreas que sempre motivaram a sua reflexão política e trabalho legislativo, de que é exemplo o pioneiro projeto de lei nº 397/III/2 , relativo à criação da Área Metropolitana do Porto, que elaborou e apresentou na Assembleia da República em 1984.
Para além das funções de âmbito nacional, manteve-se sempre ativo na política local, tendo sido presidente da Assembleia Metropolitana do Porto, deputado à Assembleia Municipal do Porto, presidente da Assembleia Municipal de Gondomar e presidente da Federação Distrital do PS-Porto.
Em 1994 inaugura-se uma nova etapa do seu percurso político com a eleição para o Parlamento Europeu, onde exercerá o mandato de deputado por duas legislaturas (1994-2004). Aí seria presidente da Delegação Socialista Portuguesa do Parlamento Europeu (2000-2004) e vice-presidente do Grupo Parlamentar do Partido Socialista Europeu (PSE). No seu trabalho parlamentar, em Bruxelas, continuou a dedicar-se aos temas do desenvolvimento regional e da administração do território, tendo sido membro das comissões de Política Regional, de Ambiente e das Pescas. 
Em 2005 assumiu as funções de presidente da Comissão de Coordenação e Desenvolvimento Regional do Norte (CCDR-N) e da Comissão Diretiva do ON.2 - Programa Operacional Regional do Norte (2005-2012). Foi ainda membro do conselho de administração da Sociedade Porto 2001 – Capital Europeia da Cultura.

Paralelamente à atividade política, exerceu as funções de docente na Escola do Magistério Primário do Porto (1974-1975) e licenciou-se em História pela Faculdade de Letras da Universidade do Porto, em 1980, tendo sido ainda docente universitário entre 1995 e 1998. Casado há quase cinquenta anos, é pai de dois filhos. Encontra-se atualmente reformado da função pública.